# Segelfluggelände Großes Moor

i7
i11
i13
Das Segelfluggelände Großes Moor liegt im Stadtteil Ramlingen-Ehlershausen der Stadt Burgdorf in der Region Hannover in Niedersachsen, etwa 10 km nördlich des Zentrums von Burgdorf.

## Flugbetrieb
Das Segelfluggelände ist mit einer 1000 m langen und 70 m breiten Start- und Landebahn aus Gras (Richtung 10/28) ausgestattet. Es besitzt eine Betriebszulassung für Segelflugzeuge, Motorsegler und Freiballone. Der Start von Segelflugzeugen erfolgt per Windenstart oder Flugzeugschlepp. Der Halter und Betreiber des Segelfluggeländes ist der Luftsportverein Burgdorf e. V.

## Geschichte
Der Luftsportverein Burgdorf e. V. wurde am 5. November 1950 gegründet. Das Segelfluggelände Großes Moor wurde Anfang 1955 in Betrieb genommen.